# NOA Ferrocarriles
Noroeste Argentino Ferrocarriles S.A. (Conocida por su acrónimo NOA Ferrocarriles) fue una empresa privada que administró parte de la red ferroviaria argentina. Se encargó de prestar servicios de pasajeros entre la ciudad de San Miguel de Tucumán y Buenos Aires.

## Historia
Luego de que las operaciones de TUFESA fueran canceladas el 12 de marzo del 2000, el transporte ferroviario de pasajeros entre Buenos Aires y Tucumán se encontró interrumpido por más de un año, hasta que el 5 de diciembre de 2001, el gobierno de la provincia de Tucumán ratifica un contrato con NOA Ferrocarriles por 8 años, y a principios del 2002 se vuelven a reanudar los servicios.
Gran parte del material de TUFESA fue cedido a NOA Ferrocarriles, y si bien esta empresa recibió dos unidades EMD GT22 CW, una de ellas fue retenida por TBA con la excusa de que TUFESA presentaba deudas sin saldar. Debido a esto, NOA Ferrocarriles solamente contó con una locomotora, por lo que en varias ocasiones tuvo que pedir algunas unidades como préstamo a CIFP.
El 6 de agosto de 2004, el gobernador de Tucumán, José Alperovich, decidió rescindir el contrato con NOA Ferrocarriles e iniciaría un nuevo llamado para licitación del servicio. El gobierno de Tucumán argumentó que la empresa no contaba con los seguros correspondientes para explotar el servicio de pasajeros, y a pesar de las intensas negociaciones por parte de la empresa, una nueva entidad conocida como Ferrocentral S.A. se haría cargo del servicio entre Tucumán y Buenos Aires.
El 11 de septiembre de 2004, el presidente de NOA Ferrocarriles, Daniel Di Módica, denunció al gobierno de la provincia de Tucumán. Posteriormente en una entrevista, Daniel Di Módica indicó; "Aquí no hay justicia; dicen que no pagamos los seguros, pero hemos presentado todo lo que corresponde..."
Al poco tiempo, el fiscal Antonio Estofán, emitió un dictamen en el que sostenía que la empresa admitió mediante una carta documento, el 18 de junio de 2004, que no tenía la documentación en regla, un argumento en el que se basó el Poder Ejecutivo para rescindir el vínculo contractual. Estofán argumentó posteriormente; "Ellos reconocieron que no habían tomado el seguro de responsabilidad civil exigido por el contrato debido a la imposibilidad que tenían las aseguradoras argentinas de tomarlo y de reasegurarlo".
El 4 de septiembre de 2004, cuando una formación de NOA Ferrocarriles llegó procedente de Buenos Aires a la ciudad de Tucumán, el gobierno prohibió la salida de la formación e intimó a la empresa a que devolviera los bienes en un límite de cinco días. En el procedimiento participaron el jefe de la policía provincial, comisario general Pedro René Ledesma, y el secretario de seguridad, Osvaldo Nieva, junto a integrantes de la fuerza. El presidente de la empresa, Di Módica, aseguró que NOA Ferrocarriles explota el servicio desde el 5 de diciembre de 2001 sin ningún inconveniente, y que se hicieron las inversiones correspondientes para brindar un buen servicio. Además, agregó; "Vamos a recurrir a la justicia federal, porque no puede ser este atropello; la policía ha utilizado gases lacrimógenos para hacer que bajen los maquinistas".
Al tiempo, se realizó un paro nacional ferroviario en adhesión al problema entre la empresa y el gobierno provincial.
Finalmente en 2005, NOA Ferrocarriles S.A. fue totalmente disuelta y Ferrocentral S.A. comenzó a operar el servicio.
El 29 de agosto de 2005, el senador Julio Antonio Miranda, presentó en el senado del Palacio del Congreso Nacional, un proyecto para la reintegración del ex-personal de NOA Ferrocarriles a la nueva entidad. 

## Servicios
La empresa prestaba servicios entre las estaciones de Retiro y Tucumán.